# Identity (programa de televisió)
Identity és un concurs de televisió, produït per Zeppelin TV i emès per TVE en 2007-2008, amb presentació d'Antonio Garrido.

## Mecànica
Adaptació per a Espanya del concurs estatunidenc Identity, emès per la cadena NBC en la temporada 2006-2007.
Dotze estranys, persones anònimes tots ells, es mostren en peus i immòbils davant el concursant en plató. Cadascun d'ells té una característica que ho fa peculiar i diferent de la resta: Professió, afició, etc. El concursant coneix les dotze qualitats i ha d'associar-les als desconeguts fixant-se en els detalls del seu físic, conducta, etc. Amb cada encert es guanya una nova suma de diners, encara que dues fallades suposen la pèrdua de tot l'acumulat fins al moment. Compta amb l'ajuda de dos amics i se li permeten tres comodins: fallada permesa, Tri-dentity i l'ajuda dels experts.
L'objectiu final, si s'aconsegueix reconèixer les dotze identitats consisteix en un premi en metàl·lic dotat de 100.000 euros. La seqüència de premis és: €1000, €2000, €3000, €4000, €5000, €6000, €10,000, €15,000, €25,000, €50,000, €100,000.

## Equip
- Presentador: Antonio Garrido.[4]
- Director: Juan Navarrete, Marisa Paniagua.
- Guionistes: Eduardo Escorial, Emilio García Pozo
- Productor: Javier Cruz

## Audiències
| Temporada | Temporada | Episodis | Estrena              | Final                  | Audiència mitjana | Audiència mitjana | Audiència mitjana |
| Temporada | Temporada | Episodis | Estrena              | Final                  | Espectadors       | Quota             |                   |
| --------- | --------- | -------- | -------------------- | ---------------------- | ----------------- | ----------------- | ----------------- |
|           | 1         | 17       | 16 de juliol de 2007 | 9 de novembre de 2007  | 1 932 000         | 13,7%             |                   |
|           | 2         | 13       | 23 de juny de 2008   | 15 de setembre de 2008 | 1 504 000         | 12,0%             |                   |
| Total     | Total     | 30       | 2007                 | 2008                   | 1 718 000         | 12,8%             |                   |

### Primera temporada (2007)
| Temporada 1 |    |                        |                   |
| 1           | 1  | 16 de juliol de 2007   | 2 128 000 (14,7%) |
| 2           | 2  | 24 de juliol de 2007   | 2 438 000 (17,2%) |
| 3           | 3  | 31 de juliol de 2007   | 1 716 000 (13,1%) |
| 4           | 4  | 6 d'agost de 2007      | 2 042 000 (16,1%) |
| 5           | 5  | 13 d'agost de 2007     | 2 249 000 (19,1%) |
| 6           | 6  | 20 d'agost de 2007     | 2 116 000 (16,3%) |
| 7           | 7  | 27 d'agost de 2007     | 1 990 000 (14,6%) |
| 8           | 8  | 3 de setembre de 2007  | 1 920 000 (13,2%) |
| 9           | 9  | 10 de setembre de 2007 | 2 459 000 (15,2%) |
| 10          | 10 | 14 de setembre de 2007 | 1 607 000 (13,6%) |
| 11          | 11 | 21 de setembre de 2007 | 1 410 000 (11,1%) |
| 12          | 12 | 28 de setembre de 2007 | 1 654 000 (10,8%) |
| 13          | 13 | 5 d'octubre de 2007    | 1 953 000 (12,0%) |
| 14          | 14 | 12 d'octubre de 2007   | 1 776 000 (12,1%) |
| 15          | 15 | 26 d'octubre de 2007   | 1 838 000 (11,7%) |
| 16          | 16 | 2 de novembre de 2007  | 1 736 000 (11,1%) |
| 17          | 17 | 9 de novembre de 2007  | 1 805 000 (11,1%) |

### Segona temporada (2008)
| Temporada 2 |    |                        |                   |
| 18          | 1  | 23 de juny de 2008     | 1 495 000 (11,7%) |
| 19          | 2  | 30 de juny de 2008     | 1 493 000 (9,1%)  |
| 20          | 3  | 7 de juliol de 2008    | 1 630 000 (11,5%) |
| 21          | 4  | 14 de juliol de 2008   | 1 966 000 (13,4%) |
| 22          | 5  | 21 de juliol de 2008   | 1 688 000 (12,8%) |
| 23          | 6  | 28 de juliol de 2008   | 1 655 000 (12,2%) |
| 24          | 7  | 4 d'agost de 2008      | 1 476 000 (12,4%) |
| 25          | 8  | 11 d'agost de 2008     | 1 450 000 (12,8%) |
| 26          | 9  | 18 d'agost de 2008     | 1 317 000 (11,4%) |
| 27          | 10 | 25 d'agost de 2008     | 1 501 000 (12,3%) |
| 28          | 11 | 1 de setembre de 2008  | 1 622 000 (13,2%) |
| 29          | 12 | 8 de setembre de 2008  | 1 576 000 (12,6%) |
| 30          | 13 | 15 de setembre de 2008 | 678 000 (10,7%)   |

## Altres versions
El programa també s'ha emès en Regne Unit, Alemanya, Itàlia, Bòsnia i Hercegovina, Rússia, Finlàndia, Dinamarca, Canàries, Noruega, Grècia, Israel, Corea del Sud, Brasil, Xile i Mèxic (amb el títol d' Identidad),

## Premis
- TP d'Or 2007: Millor concurs.
- Premi Zapping (2007): Millor concurs.